# Seaton Schroeder
Pour les articles homonymes, voir Schroeder.
Seaton Schroeder (17 août 1849 - 19 octobre 1922) était un contre-amiral (rear admiral) de la marine américaine (US Navy).

## Biographie
Schroeder est né à Washington, fils de Francis Schroeder, ministre résident en Suède. Sa mère était la fille de William Winston Seaton, qui, avec son beau-frère Joseph Gales, possédait et éditait le National Intelligencer. Seaton a été maire de Washington de 1840 à 1850.
Il entre en 1864 à l'Académie navale des États-Unis qui, en raison de la guerre civile américaine, se trouve à Newport dans le Rhode Island. Après avoir obtenu son diplôme en juin 1868, il a servi dans la flotte du Pacifique (Pacific Fleet) en 1868-69 sous les ordres de l'amiral John Rodgers à bord du sloop à hélice Benicia, et a combattu dans la Salt River près de Séoul, en Corée. Ses voyages en mer l'ont amené en Alaska, au Japon et aux Philippines à bord du Saginaw, aux Antilles à bord du Canandaigua et lors d'une croisière mondiale à bord du Swatara.

## Mariage et famille
Schroeder épouse Maria Campbell Bache Wainwright le 16 janvier 1879. Le couple a eu cinq enfants.
Maria Wainwright (née le 14 mars 1856 à Washington), était issue d'une famille de plusieurs hommes d'État américains. Elle était l'arrière-arrière-petite-fille de Benjamin Franklin, l'arrière-petite-fille du secrétaire au Trésor Alexander J. Dallas, la petite-fille du législateur texan Richard Bache, Jr, une nièce du vice-président George Mifflin Dallas, la fille de l'officier de marine Richard Wainwright et la sœur de l'amiral Richard Wainwright.
Elle est morte le 12 juillet 1926, à l'âge de 70 ans, à Jamestown dans l'État de Rhode Island.

## Carrière
Après s'être spécialisé dans les tâches hydrographiques pendant 11 ans, il passe deux ans à l'Office of Naval Intelligence (ONI) où il participe au développement du canon à tir rapide Driggs-Schroeder en partenariat avec le commandant de la marine William H. Driggs. Il retourne en mer en 1890 en tant que commandant du Vesuvius. En 1893, il entame une mission de trois ans en tant qu'officier d'artillerie pour la Naval Gun Factory au Washington Navy Yard et en tant qu'archiviste du Board of Inspection and Survey, dont il devient membre en 1894.
Après avoir été nommé commandant en second du cuirassé Massachusetts (BB-2), il participe au blocus américain de Santiago, à Cuba, pendant la guerre hispano-américaine et est promu de trois numéros de grade « pour conduite éminente et remarquable au combat » au cours de cinq engagements entre le 31 mai et le 4 juillet 1898.
Il est nommé gouverneur naval de Guam le 19 juillet 1900 et y commande le Yosemite puis le Brutus (AC-15). Le 1er mai 1903, Schroeder devient chef des renseignements de la Marine. Il prend le commandement du Virginia (BB-13) lors de sa première mise en service le 7 mai 1906 et commande ensuite diverses divisions de la flotte de l'Atlantique (Atlantic Fleet).
Promu contre-amiral (rear admiral) en 1908, il hisse son drapeau sur le Connecticut (BB-18) lorsqu'il prend le commandement de la flotte de l'Atlantique le 8 mars 1909. Deux mois plus tard, Schroeder est affecté au Conseil général de la marine (General Board of the United States Navy). Schroeder est placé sur la liste des retraités le 17 août 1911 et se retire dans sa maison de Jamestown, dans l'État de Rhode Island.
Le contre-amiral Schroeder est rappelé au service actif en 1912 pour préparer un nouveau livre de signaux, et de nouveau pendant la Première Guerre mondiale pour servir en tant qu'hydrographe en chef et représentant de la Marine au United States Geographic Board. Il est décédé à l'hôpital naval de Washington, le 19 octobre 1922.

## Hommages
- En 1942, le destroyer USS Schroeder (DD-501) a été nommé en son honneur.
- Seaton Blvd. dans la capitale de Guam, Hagåtña, a été nommé en son honneur.
- L'une des 10 montagnes du sud de Guam a été renommée de Finacresta en Mt. Schroeder (288m).

## Sources
- (en) Cet article est partiellement ou en totalité issu de l’article de Wikipédia en anglais intitulé « Seaton Schroeder » (voir la liste des auteurs).
- (en)  Cet article contient du texte publié par le Dictionary of American Naval Fighting Ships dont le contenu se trouve dans le domaine public. La référence peut être lue ici.